# Lalle Svensson
Sten Magnus „Lalle“ Svensson (* 16. August 1938 in Stockholm; † 22. September 1990) war ein schwedischer Jazzmusiker (Trompete, Piano, auch Gesang, Ventilposaune) und bildender Künstler. Der Fachzeitschrift Orkesterjournalen zufolge gilt er als eines der markantesten lyrischen Talente des schwedischen Jazz der 1960er und 1970er Jahre.

## Leben und Wirken
Svensson begann früh Klavier zu spielen und spielte bald auch Ventilposaune und Trompete. Bereits 1955 nahm er als Pianist mit der Pygmé Jazzband um Eje Thelin zwei Titel auf. Mit Thelin spielte er zur gleichen Zeit in einer weiteren Band, dem Eje Thelins Kvintett, mit zwei Posaunen in der Frontlinie, die bei Orkesterjournalen bemerkt wurde und im Herbst 1955 bei AT-Jazz gewann. Im folgenden Jahr nahm das Quintett auch zwei Songs für eine Karussell-EP auf, die es sich mit der Altsaxophonistin Monica Petrini teilte.
In den späten 1950er Jahren wechselte Svensson vollständig zur Trompete und spielte eine Weile in der Band von Kurt Lindgren. Mehrere Jahre war er in Europa unterwegs: Mit Jacques Pelzer trat er 1960 beim Antibes Festival auf (Live-Aufnahme); in den Clubs in Paris spielte er unter anderem mit Jackie McLean und Chet Baker. Als er nach Schweden zurückkehrte, spielte er mit Bengt Nordström. Dann wurde er Mitglied der Band von Bernt Rosengren, mit der er 1965 das Album Stockholm Dues einspielte und eine Gyllene Skivan erhielt. Anschließend musste er aufgrund von Drogensucht und Zahnproblemen für ein paar Jahre fast völlig von der Jazzszene fernbleiben. 1969 nahm er mit Lars Gullin auf, dann mit Sven-Åke Johansson. Gelegentlich spielte er mit Nannie Porres und war auch auf ihren Alben zu hören. 1972 war er auch an Nisse Sandströms Album The Painter beteiligt, das ebenfalls eine Gyllene Skivan erhielt.
Mitte der 1970er Jahre erlebte er ein Comeback mit der Platte Cockroach Road, die im Frühjahr 1974 mit Musikern wie Bernt Rosengren und Tommy Koverhult aufgenommen wurde, und er trat auch live auf, sowohl als Pianist als auch als Trompeter und Sänger. Ab den 1980er Jahren konzentrierte er sich auf seine Tätigkeit als bildender Künstler und trat nur noch sporadisch auf. Es entstanden noch ein paar Alben, The Unique (EMI 1978, mit Bernt Rosengren und Lars Sjösten) und 1986 das Album Cockroach Moods mit Åke Johansson, Red Mitchell und Rune Carlsson. 1999 erschien posthum das Album I Should Care mit Aufnahmen aus den 1960er Jahren.